# Trachinotus kennedyi
Trachinotus kennedyi е вид бодлоперка от семейство Carangidae. Видът не е застрашен от изчезване.

## Разпространение и местообитание
Разпространен е в Гватемала, Еквадор, Колумбия, Коста Рика, Мексико, Никарагуа, Панама, Перу, Салвадор и Хондурас.
Среща се на дълбочина от 1 до 20 m, при температура на водата от 20,4 до 21,1 °C и соленост 34,2 – 34,3 ‰.

## Описание
На дължина достигат до 90 cm.